# Смит, Норми
Норман Юджин Смит (англ. Norman Eugene Smith; 18 марта 1908, Торонто — 2 февраля 1988, Стюарт) — канадский хоккеист, игравший на позиции вратаря; двукратный обладатель Кубка Стэнли в составе «Детройт Ред Уингз» (1936, 1937), обладатель Везина Трофи 1937 года как лучший вратарь по итогам сезона.

## Биография

### Игровая карьера
Отыграв на молодёжном уровне, по окончании сезона 1930/31 присоединился к клубу НХЛ «Монреаль Марунз», где отыграл половину сезона в качестве основоного вратаря, но получив травму после столкновения с нападающим «Монреаль Канадиенс» Хоуи Моренцом и выбыл из игры на долгое время. После восстановления от травмы в течение двух с половиной сезонов в качестве основного вратаря играл за команды «Уинсор Бульдогс» и «Квебек Касторс».
По окончании сезона 1933/34 перешёл в «Детройт Ред Уингз», но в первом сезоне не смог стать основным вратарём, играя за фарм-клуб «Ред Уингз» «Детройт Олимипкс». В последующие три сезона он стал основным вратарём команды, с которой в 1936 и 1937 годах завоевал два Кубка Стэнли подряд. Помимо двух Кубков Стэнли, ему принадлежит рекорд по количеству сэйвов в одном матче; 24 марта 1936 года в матче плей-офф против бывшей команды «Монреаль Марунз» Смит совершил 92 сэйва и помог тем самым победить «Ред Уингз» со счётом 1:0, а также этот матч считается самым долгим в истории НХЛ, поскольку продолжался 116 минут и 30 секунд.
В ноябре 1938 года был отправлен в «Бостон Брюинз», за который не сыграл ни одной игры, завершив карьеру по окончании сезона. Во время Второй мировой войны вернулся в «Ред Уингз» и сыграл за два сезона только шесть матчей, завершив карьеру в возрасте 37 лет.

### Смерть
Умер 2 февраля 1988 года в американском Стюарте в возрасте 79 лет.